# Козлов, Борис Игоревич
Бори́с И́горевич Козло́в (1931—2010) — советский и российский специалист по истории и философии науки и техники, науковедению, технической кибернетике.

## Биография
Окончил Высшее военно-морское училище (минно-торпедный факультет, 1954); Ленинградский механический институт (приборостроительный факультет, 1967). Докторская диссертация — «Возникновение и развитие технических наук: философско-методологический анализ» (1991). В 1946—1960 — служба в военно-морском флоте. 1961—1976 — инженер, заведующий лабораторией конструкторского бюро, заведующий отделом, заместитель главного инженера НПО «ВНИИ метрологии им. Менделеева». С 1977 — научный сотрудник, руководитель группы, сектора истории и теории технических наук Ленинградского отделения ИИЕТ РАН. В 1989—1995 — главный редактор журнала «Вопросы истории естествознания и техники» РАН (Москва). В 1990—1991 — заведующий отделом истории техники, заместитель директора ИИЕТ РАН. В 1992—1993 — директор ИИЕТ РАН. С 1993 — главный научный сотрудник Архива РАН. Действительный член Академии космонавтики имени Циолковского (1991).
Борис Игоревич Козлов ещё поэт, на строки его стихов есть "Интегральная Лирика, Борис Игоревич Козлов".

## Основные работы
- Развитие технических наук как социальная проблема // Развитие технических наук. Общетеоретические вопросы. М., 1979
- Архимед и генезис научно-технического знания // ВИЕТ. 1984. № 3
- Генезис и развитие рефлексии о научно-технической деятельности в истории науки // Взаимосвязь методологии и методов специальных наук. М., 1985
- Возникновение и развитие технических наук: опыт историко-теоретического исследования. Л., 1986
- История и теория технических наук. Л., 1989
- Друг или враг? Человек. Техника. Природа. Л., 1989
- История науки и техники на переломе эпох: выбор пути // ВИЕТ. 1991. № 3
- Пределы искусственного // Материалы XI международной конференции по логике, методологии и философии науки. Обнинск, 1995
- Культурное наследие, техническая цивилизация и экологическая катастрофа конца XX века. // Культурное и природное наследие России. М., 1996
- Социальная история техники: к проблеме обоснования // ВИЕТ. 1997. № 3
- Этические проблемы глобальных технических систем // Росс.-амер. симпозиум «Инженерная этика в системе образования». М., 1997
- История техники в системе социальных наук // Вестник РГНФ. 1997. № 3
- Инженер и власть в ситуации техногенной катастрофы: конфликт этических стандартов // Росс.-амер. симпозиум «Инженерная этика в системе образования». М., 1998
- В конце серебряного века (РАН и власть в 1917 году). [В соавт.] // Вестник РАН. 1998. Т. 68. № 7
- Научные фонды — новая форма самоорганизации науки в России // Вестник РГНФ. 1998. № 4
- Науковедение в постиндустриальную эпоху (к проблеме обоснования государственной научно-технической политики) // «Науковедение». 1999. № 1
- Вклад АН СССР в индустриализацию России // Вестник РАН. 2000. Т. 70. № 12
- История развития науки и техники. (Уч. пос.).В 2 ч. М., 2001.
- Ввёл Экологический Социализм (после беседы с Сергиенко Михаилом Андреевичем), опубликовав в научной статье "Новая газета", 29.05-01.06.08 (приложение "Кентавр") http://ihst.ru/projects/sohist/news/2008/529-601.html (недоступная+ссылка) и http://www.proza.ru/2011/04/07/1463